# 계명주
계명주(鷄鳴酒)는 대한민국 경기도 남양주시 수동면 지둔리, 결성장씨 가문에 전해오고 있는 술이다. 1987년 2월 12일 경기도의 무형문화재 제1호로 지정되었다.

## 지정 사유
<계명주>는 '저녁에 빚으면 다음날 새벽닭이 울 때까지는 다 익는다.'고 하여 붙여진 술 이름이다. 『동의보감』을 비롯하여 『임원십육지』에 '계명주' 술 빚는 방법이 수록된 것으로 미루어, 이미 1500년대 이전부터 빚어 마셔왔던 것으로 여겨진다. 급하게 술을 빚을 필요가 있을 때 만들었던 속성주(速成酒)로 일일주(一日酒), 삼일주(三一酒), 계명주 등이 이에 속하고 일명 엿탁주라고도 한다.
계명주는 크게 누룩으로 빚는 일반적인 속성주법을 기본으로 엿기름이나 조청, 사탕을 넣어 당화를 촉진하는 방법과 효모를 이용한 속성주법 등 두 가지 주방문이 존재하며, 특별한 목적에 따라 여러 가지 약재를 첨가한 '약계명주'가 빚어졌을 것이라 추측할 수 있다.
현존하는 가양주 형태의 계명주가 남양주의 결성장씨 가문에 전해오고 있다. 전승 가양주로서 ‘남양주 계명주’는 평안남도 강동군의 토속주로 결성장씨 집안의 11대 종손 장기항(62)씨의 모친이 1·4후퇴 때 기일록(忌日錄)만 품고 피난 온 후 경기도 남양주시 수동면에 터를 닦게 되었는데 종부인 며느리 최옥근(57)씨에게 대대로 간직해온 계명주 빚는 제법을 전수해 준 뒤 80세로 타계했다. 이후 1987년 경기도 무형문화재 1호로 지정받은 기능보유자가 되었고, 1996년 4월에는 농림부의 명인名人 지정이 되어 오늘에 이르고 있다.
계명주의 독특한 맛을 내는 제조 공정은 재료로 찹쌀이나 멥쌀을 쓰지 않고 고구려인들의 주식이었던 옥수수·수수 등 잡곡을 사용하고 은근히 끓이는데 있다. 일반 곡주가 고두밥으로 밑술을 만드는 것과 달리 조청(엿)과 엿기름을 사용, 죽을 쑤어 빚고 누룩을 조청에 담가 골고루 스며들도록 6~7일간 묵혀둔다. 그 사이에 옥수수·수수를 적절히 섞어 10~12시간 정도 불려 맷돌에 갈고 물을 3배가량 붓고 엿기름을 넣은 뒤 가마솥에서 은근히 끓이고 거른다. 자루로 걸러낸 술 원료를 차게 식힌 뒤 조청에 밴 누룩과 솔잎을 배합시켜 항아리에 넣은 다음 섭씨 25~28도의 실내에서 여드레 동안 발효시켜 걸러내면 노르스름하고 맑은 알코올 함량 11%의 계명주가 제조된다.

## 계명주 빚는 순서
1. 법제한 누룩가루를 조청에 담가 불린다.
2. 수수와 옥수수를 냉수에 침지하여 불린다.
3. 불린 수수와 옥수수를 맷돌에 갈아 가마솥에 넣고, 여기에 엿질금과 물을 부어 은근한 불에 죽을 써서 당화시킨다.
4. 식은 죽을 자루에 넣고 짜서 엿밥을 걸러낸다.
5. 차게 식힌 죽에 조청에 불린 누룩과 솔잎을 넣고 골고루 버무려 잘 섞은 후 술 항아리에 넣고 봉하여 약 28도 정도에서 발효시켜 거르면 약 11도의 계명주가 완성된다.

## 참고 문헌
- 계명주 - 국가유산청 국가유산포털